# George Apperley
George Owen Wynne Apperley est un peintre britannique né le 17 juin 1884 à Ventnor, île de Wight, mort le 10 novembre 1960 à Tanger.
Il a été scolarisé à l'Eagle House (en) (Sandhurst), puis à l'Uppingham School. Il a ensuite étudié à la Herkomer Academy, à Bushey (Herts). Sa première exposition à la Royal Academy à Londres date de 1905. Il fut élu en 1913 au Royal Institute of Watercolour Artists. En 1916, il s'installe en Espagne, qu'il quitte en 1932 pour Tanger. Ses œuvres sont exposées dans plusieurs musées britanniques ou espagnols, mais aussi en Australie, en Belgique ou en Argentine.

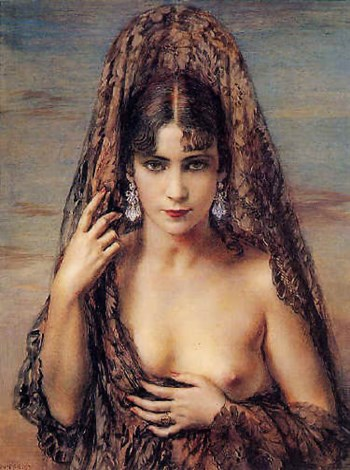
Idole éternelle (1931)